# レドンデーラ

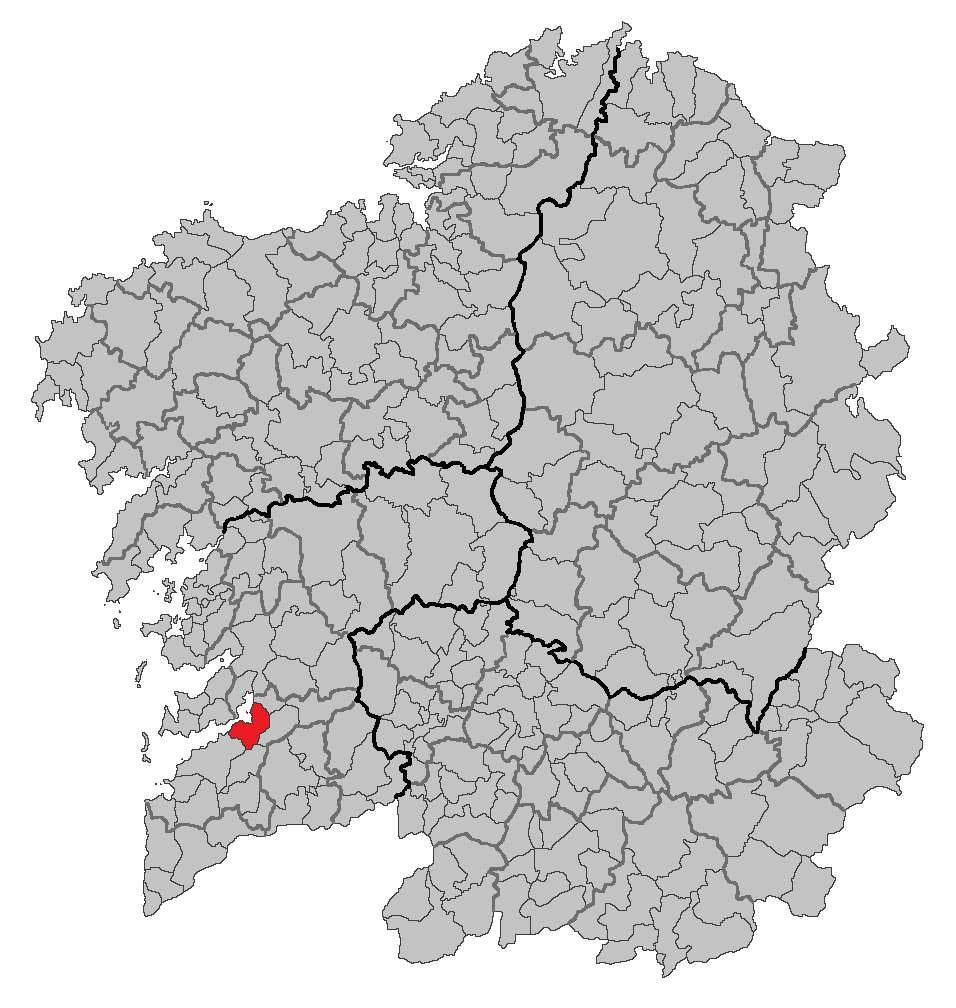

レドンデーラ（Redondela）は、スペイン、ガリシア州、ポンテベドラ県の自治体。コマルカ・デ・ビーゴに属する。ガリシア統計局によると、2011年の人口は30,006人（2010年：30,067人、2009年：30,001人）。住民呼称はredondelán/-á。
ガリシア語話者の自治体人口に占める割合は95.65%（2001年）。

## 地理
レドンデーラは、ポンテベドラ県の中部に位置し、コマルカ・デ・ビーゴに属する。西はリア・デ・ビーゴに面し、北はソウトマイヨール、東はパソス・デ・ボルベン、南はモスとビーゴの各自治体と隣接、自治体の中心地区はレドンデーラ教区のレドンデーラ地区。
レドンデーラはレドンデーラ司法管轄区に属し、同管轄区の中心自治体である。

### 人口
出典:INE（スペイン国立統計局）1900年 - 1991年、1996年 - 

## 交通

### 鉄道
自治体内にはRenfeの駅が4個所ある。
- レドンデーラ駅（Estación de Redondela） - ビーゴ - モンフォルテ・デ・レモス線、ビーゴ - ア・コルーニャ線の分岐点。
- セサンテス駅（Estación de Cesantes）
- レドンデーラ - ピコータ駅（Estación de Redondela - Picota）
- チャペーラ駅（Estación de Chapela）

### 空港
ビーゴ、モスとの境界地域にビーゴ空港（Aeroporto de Vigo、または所在地名でペイナドール空港とも呼ばれる）がある。

## 政治
自治体首長はガリシア国民党（PPdeG）のハビエル・バス・コルヘイラ（Javier Bas Corugeira）。自治体評議員はガリシア国民党：10、ガリシア社会党（PSdeG-PSOE）：8、ガリシア民族主義ブロック（BNG）:2、A.E.REDONDELA（Agrupación de Electores de Redondela、レドンデーラ有権者連合、ローカル政党）:1となっている（2011年5月22日の自治体選挙結果、得票順）。
| 1999年6月13日自治体選挙 |        |        |          |
| 政党                    | 得票数 | 得票率 | 獲得議席 |
| PSdeG-PSOE              | 5,949  | 38.38% | 9        |
| PPdeG                   | 5,881  | 37.94% | 8        |
| BNG                     | 2,815  | 18.16% | 4        |
| EU                      | 542    | 3.50%  | 0        |
| PH                      | 47     | 0.30%  | 0        |

| 2003年5月25日自治体選挙 |        |        |          |
| 政党                    | 得票数 | 得票率 | 獲得議席 |
| PSdeG-PSOE              | 6,249  | 36.18% | 8        |
| PPdeG                   | 5,213  | 30.18% | 7        |
| BNG                     | 2,433  | 14.09% | 3        |
| ADIANTE                 | 1,504  | 8.71%  | 2        |
| EU                      | 1,013  | 5.86%  | 1        |
| U.D.REDONDELA           | 533    | 3.09%  | 0        |

| 2007年5月27日自治体選挙 |        |        |          |
| 政党                    | 得票数 | 得票率 | 獲得議席 |
| PPdeG                   | 4,810  | 33.46% | 8        |
| PSdeG-PSOE              | 4,413  | 30.69% | 8        |
| BNG                     | 1,912  | 13.30% | 3        |
| PG                      | 1,591  | 11.07% | 2        |
| EU                      | 632    | 4.40%  | 0        |
| TEGA                    | 589    | 4.10%  | 0        |

| 2011年5月22日自治体選挙 |        |        |          |
| 政党                    | 得票数 | 得票率 | 獲得議席 |
| PPdeG                   | 6,635  | 41.87% | 10       |
| PSdeG-PSOE              | 4,962  | 31.32% | 8        |
| BNG                     | 1,642  | 10.36% | 2        |
| A.E.REDONDELA           | 832    | 5.25%  | 1        |
| PGD                     | 631    | 3.98%  | 0        |
| FPG                     | 613    | 3.87%  | 0        |
| EU                      | 263    | 1.66%  | 0        |

## 教区
レドンデーラは13の教区に分けられる。太字は自治体中心地区のある教区。
- カベイロ（サン・ショアン）
- セデイラ（サント・アンドレ）
- セサンテス（サン・ペドロ）
- チャペーラ（サン・ファウスト）
- ネグロス（サント・エステーボ）
- キンテーラ（サン・マメーデ）
- レボレーダ（サンタ・マリーア）
- レドンデーラ（サンティアーゴ）
- サシャモンデ（サン・ロマン）
- トラスマニョー（サン・ビセンテ）
- ベントセーラ（サン・マルティーニョ）
- ビラール・デ・インフェスタ（サン・マルティーニョ）
- オ・ビソ（サンタ・マリーア）

## 出身著名人
- イグナシオ・ラモネ（1943 -） - ジャーナリスト。

## ギャラリー

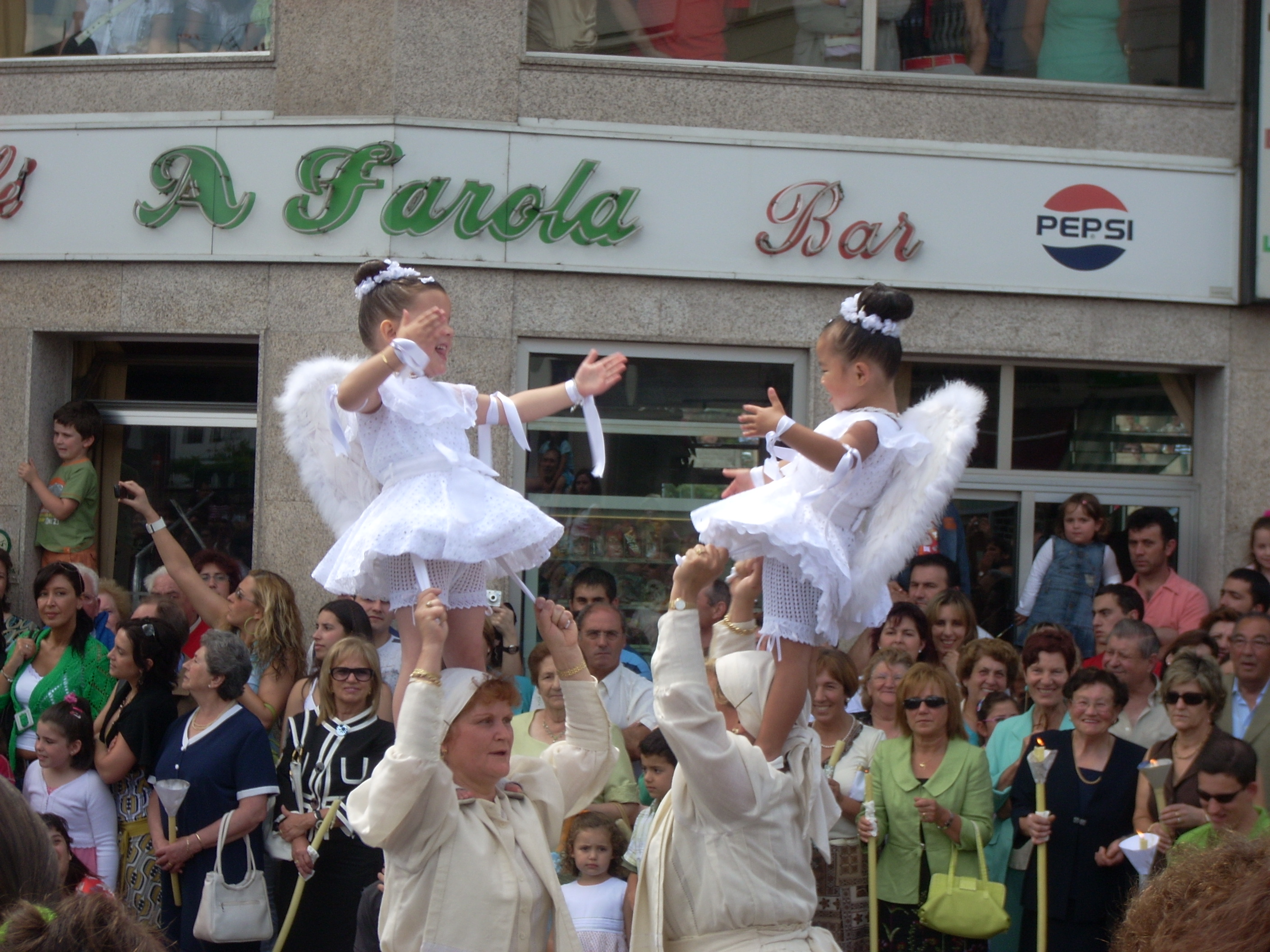
祭り
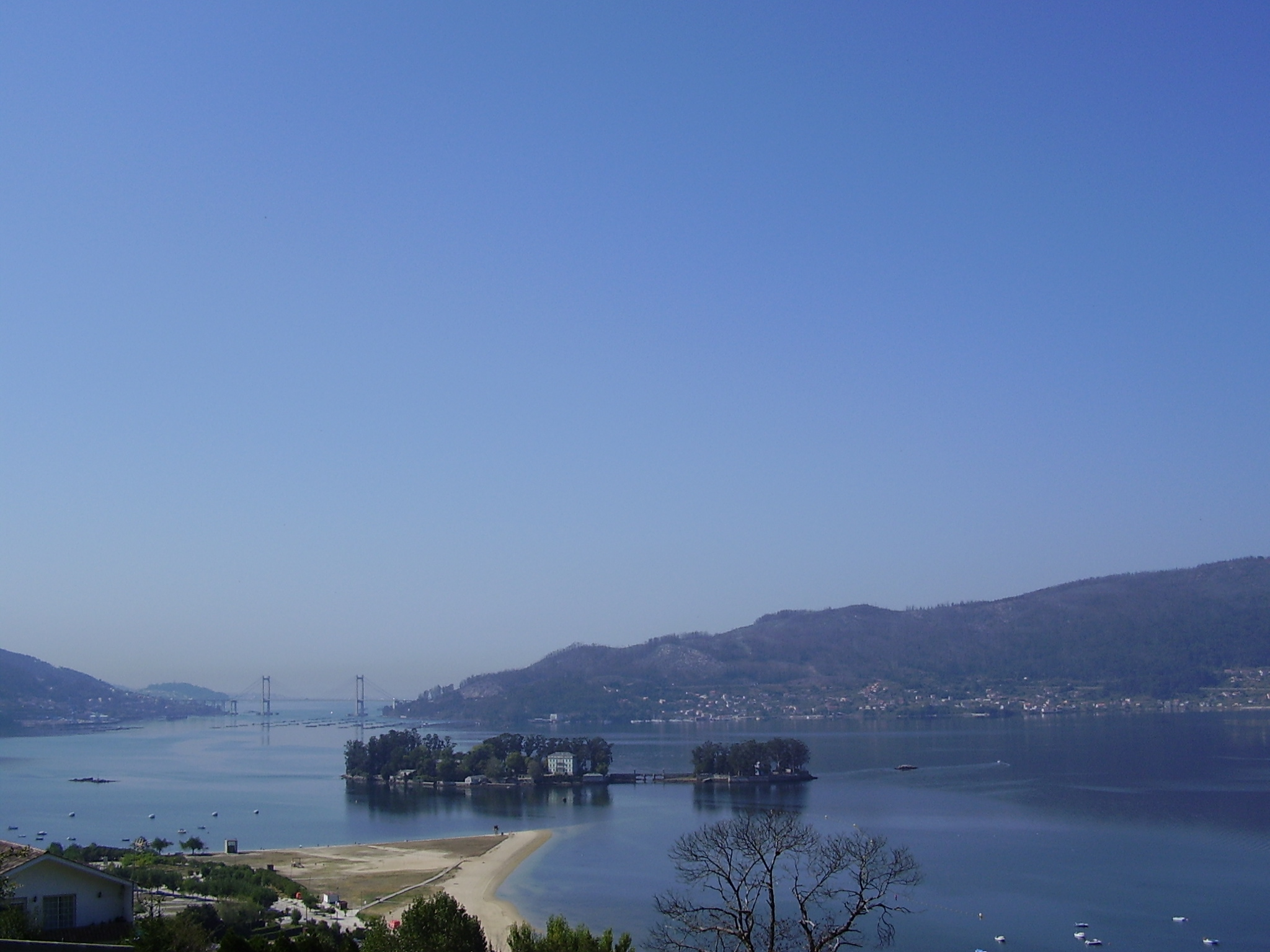
リア・デ・ビーゴ（ビーゴ湾）内のサン・シモン島
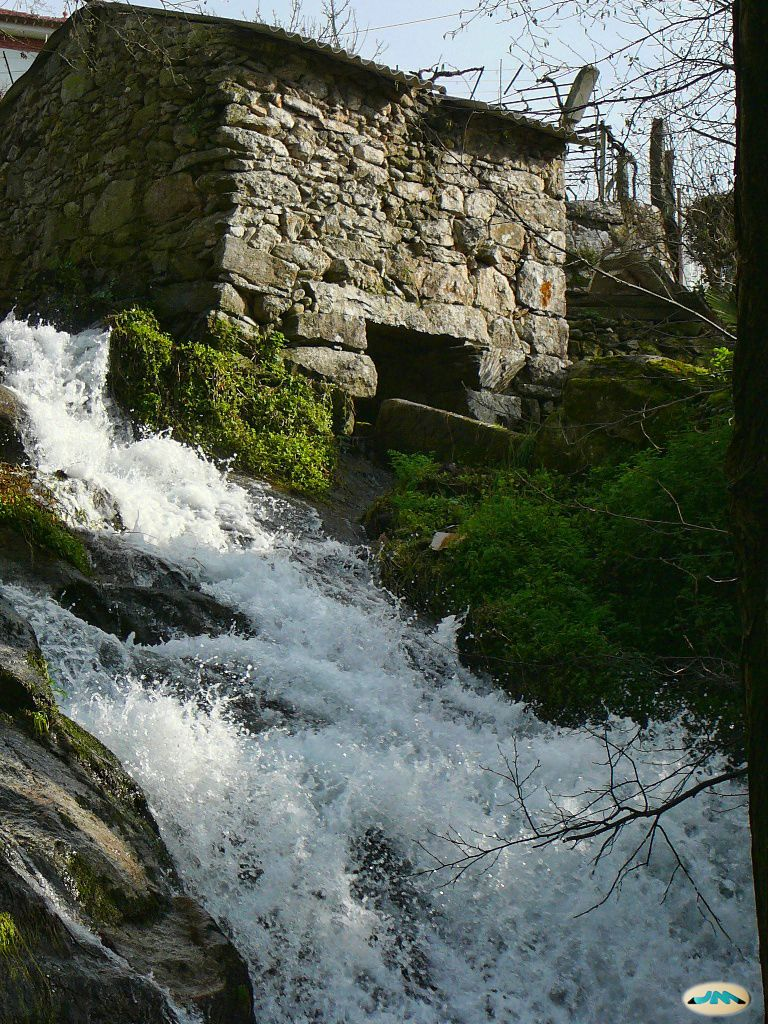
水車小屋